# Тарфая
Тарфая (араб. طرفاية, раніше Вілья-Бенс, ісп. Villa Bens) — невелике місто на південному заході Марокко. Лежить на узбережжі Атлантичного океану в регіоні Ель-Аюн — Сакія-ель-Хамра. У 1975 році з міста почався Зелений марш. Поруч із Тарфаєю знаходитися національний парк Хеміссет. Місто є центром Сектору Тарфая.

## Опис
Тарфая знаходиться в регіоні Ель-Аюн-Буждур-Сегієт-ель-Хамра, на атлантичному узбережжі країни. Розташований за 100 км на північ від Ель-Аюна, за 213 км на північний захід від міста Тан-Тан, 340 км від Гельміму, 540 км від Агадіру та за 985 км від Касабланки. Раніше місто було адміністративним центром іспанського анклаву Сектор Тарфая, або Мис Хубі (ісп. Cabo Juby), переданого Марокко в 1958 році після війни Іфні. Населення за даними на 2012 рік становить 5925 осіб; за даними переписом 2004 року — 5615 чоловік.

## Історія
У 1882 році місце, де зараз знаходиться Тарфая, було захоплено англійцями, що побудували тут торговий пост Каса-дель-Мар (ісп. Casa Del Mar), руїни якого збереглися до наших днів. Це викликало невдоволення кочівників, які звернулися до султана Марокко Хасану I, який домовився з англійцями, і останні в 1885 році пішли з Тарфаї. В 1912 році був укладений договір Іспанії і Франції з султаном Марокко, за яким сектор Тарфая перейшов під контроль Іспанії, і 29 липня 1916 року губернатор Ріо-де-Оро Франсиско Бенс офіційно ввів туди війська. За його іменем місто називалося Вілья-Бенс.
У листопаді 1975 року в околицях Тарфаї, як найближчого до кордону Західної Сахари міста Марокко, був розбитий наметовий табір учасників Зеленого маршу, в якому жили до 350 тисяч людей. Площа табору досягала 70 км2.
На початку 2008 року було відкрито поромне сполучення між Тарфаєю та Пуерто-дель-Росаріо на іспанському острові Фуертевентура. Пором «Ассаламу» іспанської компанії Naviera Armas здійснював три рейси на тиждень. Це було перше в історії поромне сполучення між атлантичним узбережжям Марокко і Канарськими островами. Навіть до відкриття поромної лінії почалося пожвавлення в економіці Тарфаї, пов'язане з очікуванням попиту на різні види сервісу серед водіїв вантажівок. Однак сполучення було призупинено на невизначений час після того, як 30 квітня 2008 року «Ассаламу», зробивши невдалий маневр, затонула прямо у порту Тарфаї.

## Аеропосталь і Сент-Екзюпері
У 1927 році Аеропосталь почала використовувати аеродром Мис Хубі для проміжних доставок при доставці пошти на лінії Париж — Дакар. Організація всієї лінії була доручена Дідьє Дора (фр. Didier Daurat), а начальником служби у Вілья-Бенс став майбутній відомий письменник Антуан де Сент-Екзюпері. Останній перебував у місті 18 місяців, провівши з кочовими племенами переговори про звільнення захоплених в полон пілотів Аеропосталь, а також написав свій перший роман, «Південний поштовий» (назва в іншому перекладі — «Пошта на південь»). 28 вересня 2004 року в Тарфаї був відкритий музей на честь письменника. У місті також є пам'ятник де Сент-Екзюпері.

## Галерея

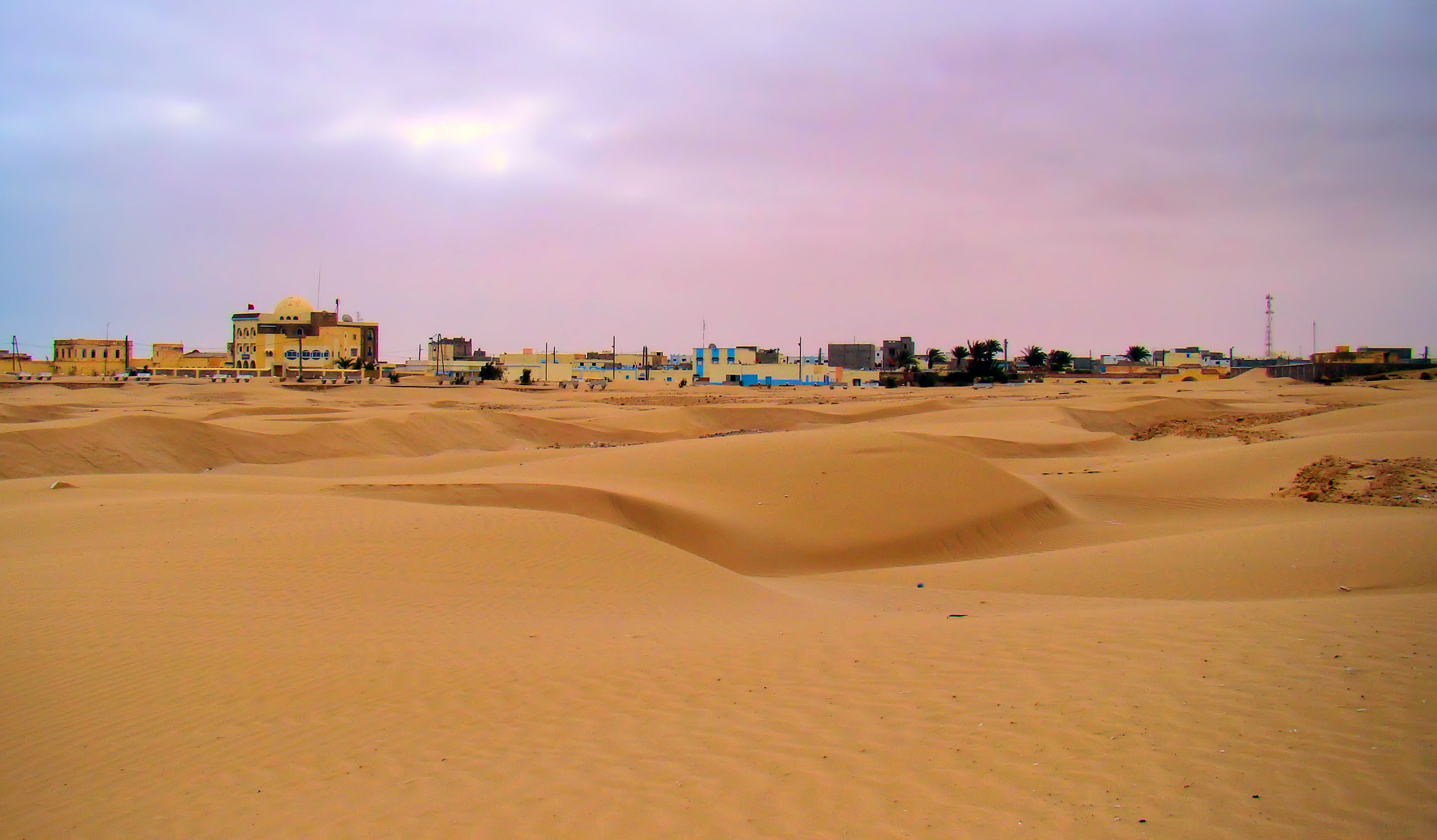
Вид на місто
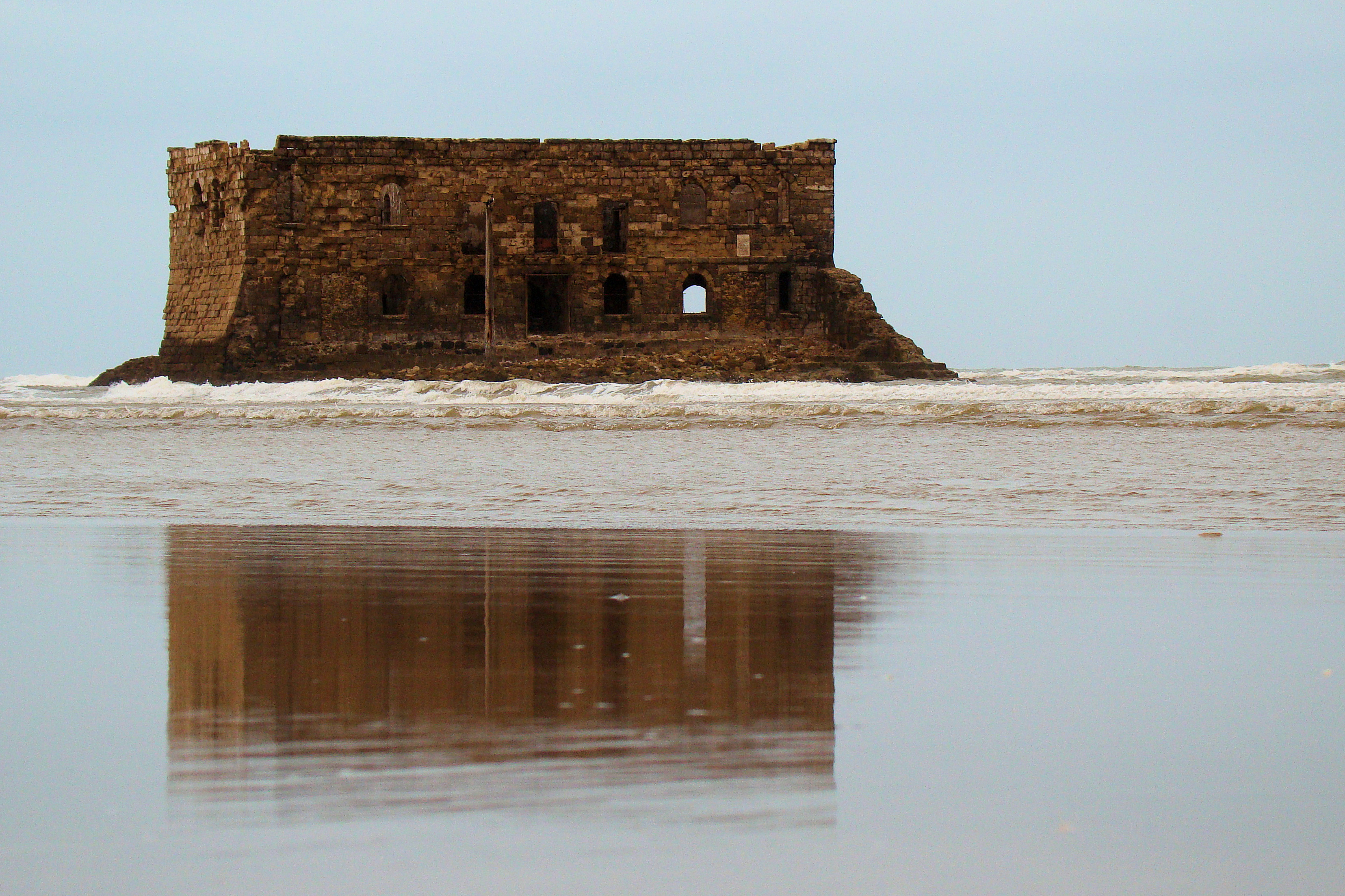
Залишки фортеці Каса-Мар, побудованої британцями в 1880-х роках
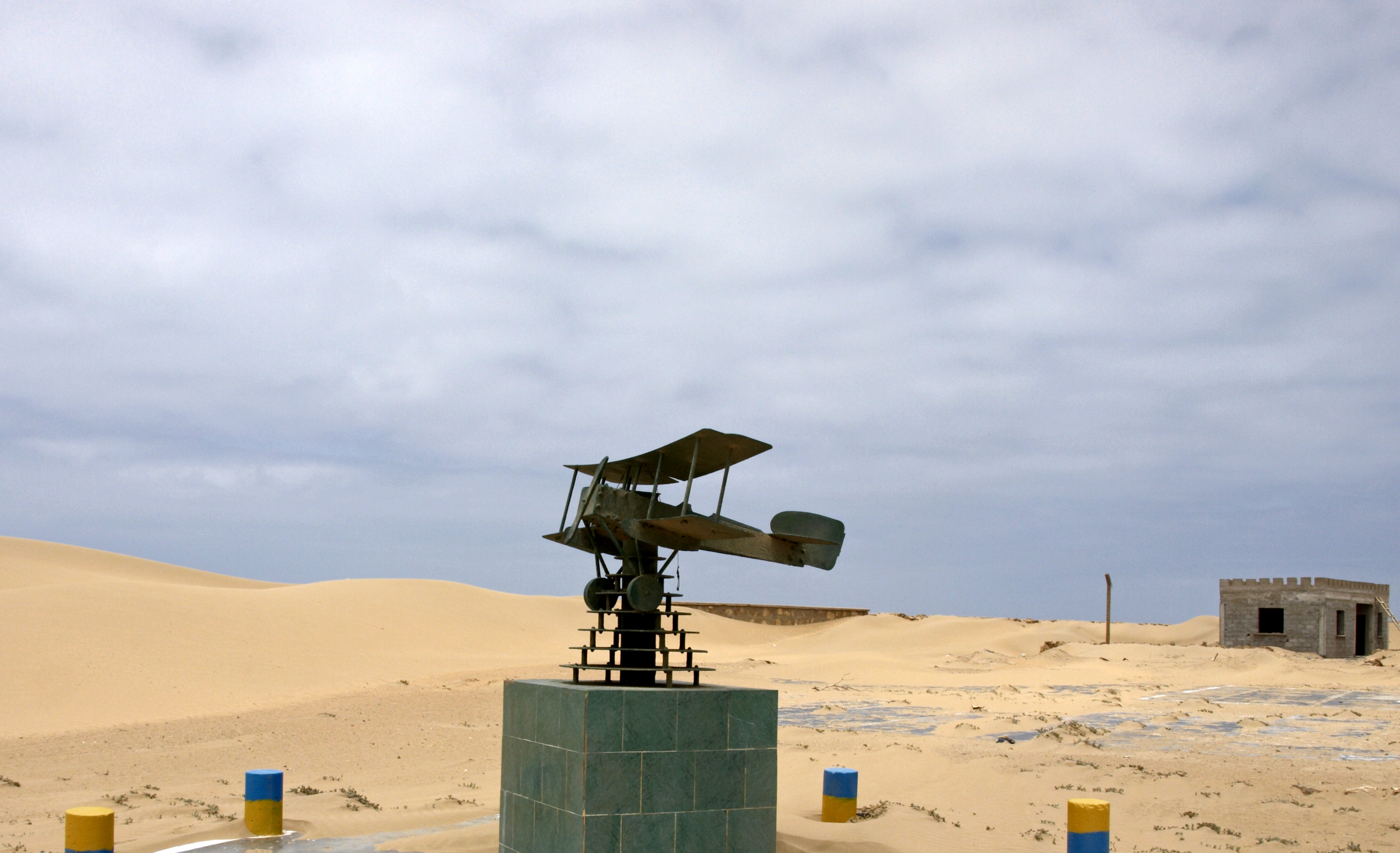
Пам'ятник Сент-Екзюпері